# Tamara’s Open Partij
Tamara’s Open Partij (TOP, Tamaras Offene Partei) war eine niederländische Kleinstpartei, die 2006 von Tamara Bergfeld gegründet wurde. Sie trat bei den Parlamentswahlen von 2006 mit Bergfeld als einziger Kandidatin an, und dies auch nur im Wahlkreis Haarlem. Mit 114 Stimmen erzielte die Partei das schlechteste Ergebnis aller teilnehmenden Parteien und konnte nicht ins niederländische Unterhaus einziehen.
Bergfeld sieht ihre Partei nicht als linke oder rechte Partei. Als zentrale Themen gibt sie den Kampf gegen Armut und Diskriminierung an. Bergfeld setzt sich auch für die Abschaffung des Euros und die Pflicht von Einwanderern Niederländisch zu lernen ein. Weiterhin soll in die Bildung investiert und der Energieverbrauch gesenkt werden.

## Ergebnisse bei nationalen Wahlen
| Jahr | Stimmen | Prozent | +/- | Sitze | +/- |
| ---- | ------- | ------- | --- | ----- | --- |
| 2006 | 114     | 0,0 %   |     | 0     |     |